# 리덤세인트앤스

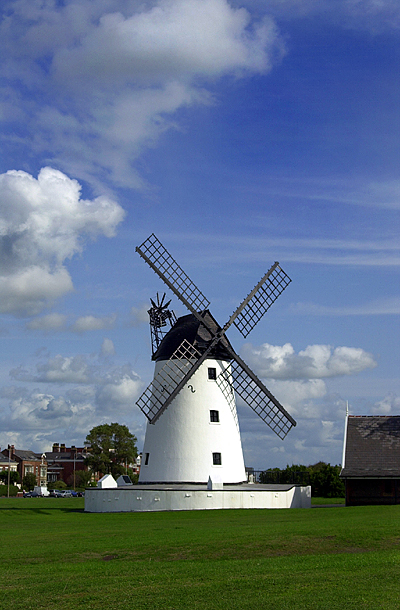
리덤세인트앤스

리덤세인트앤스(영어: Lytham St Annes)는 잉글랜드 랭커셔주에 있는 도시로 인구는 42,954명(2011년 기준)이다.